# Lappia-huset
Lappia-huset är ett teater- och kongresscenter designat av arkitekten Alvar Aalto i Rovaniemi i Finland. 
Den första delen av byggnaden, som inkluderade lokalerna för YLE och Lapplands musikskola, stod färdig 1961, medan teatern och kongresshallarna stod färdig 1972 och 1975.  Huset är en del av Rovaniemi administrativa och kulturella centrum, som också innehåller stadsbiblioteket designat av Aalto (1965) och rådhuset (1988). 
Lappia-huset har tre hallar; Kero med 80 platser, Saivo med 100 platser och Tieva med 386 platser. Byggnaden husar Rovaniemi teater. 
Under 2013–2015 genomgick Lappia-huset en omfattande renovering och förlängning, i samband med att lokalerna för musikskolan renoverades och en ny underjordisk förlängning.  Renoveringen kostade cirka 20 miljoner euro.  